# Vòng Bắc Cực

Bản đồ thế giới, chỉ ra vòng Bắc Cực màu đỏ

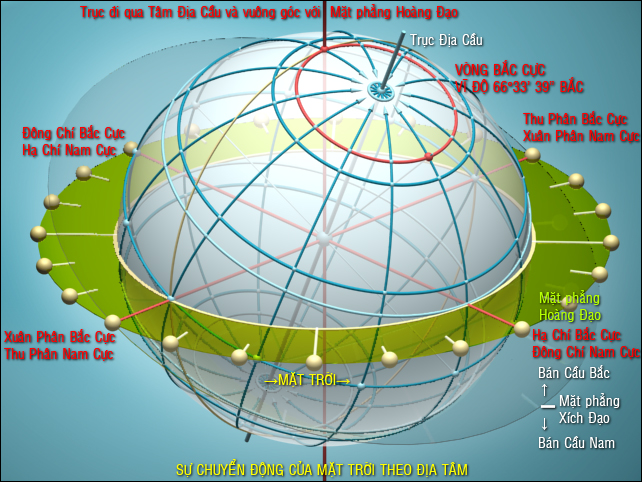
Vòng Bắc Cực trong Hệ Toạ Độ Địa Cầu

Bản đồ Bắc Cực với vòng Bắc Cực màu xanh.

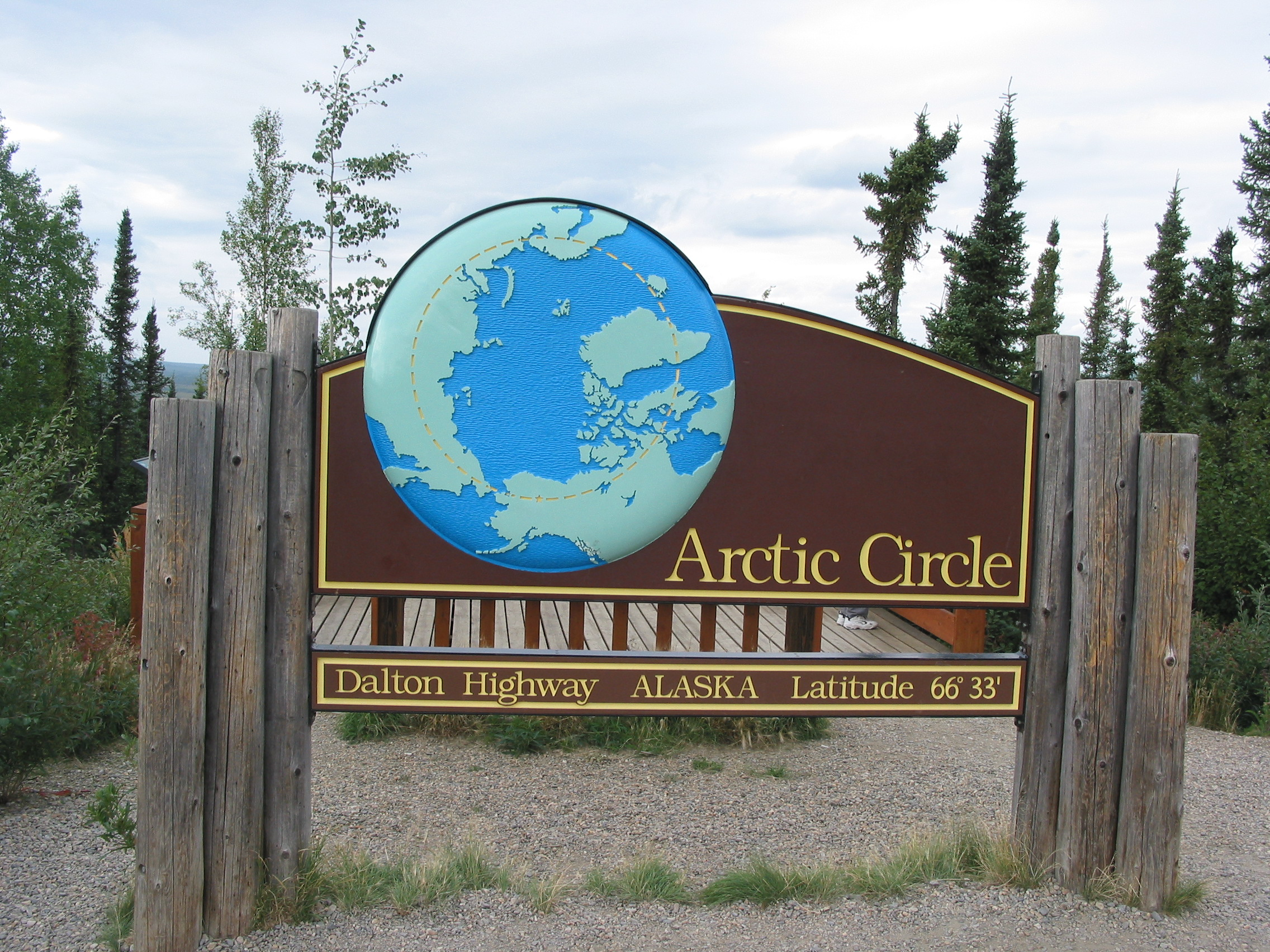
Tấm biển dọc xa lộ Dalton chỉ vị trí vòng Bắc Cực ở Alaska.

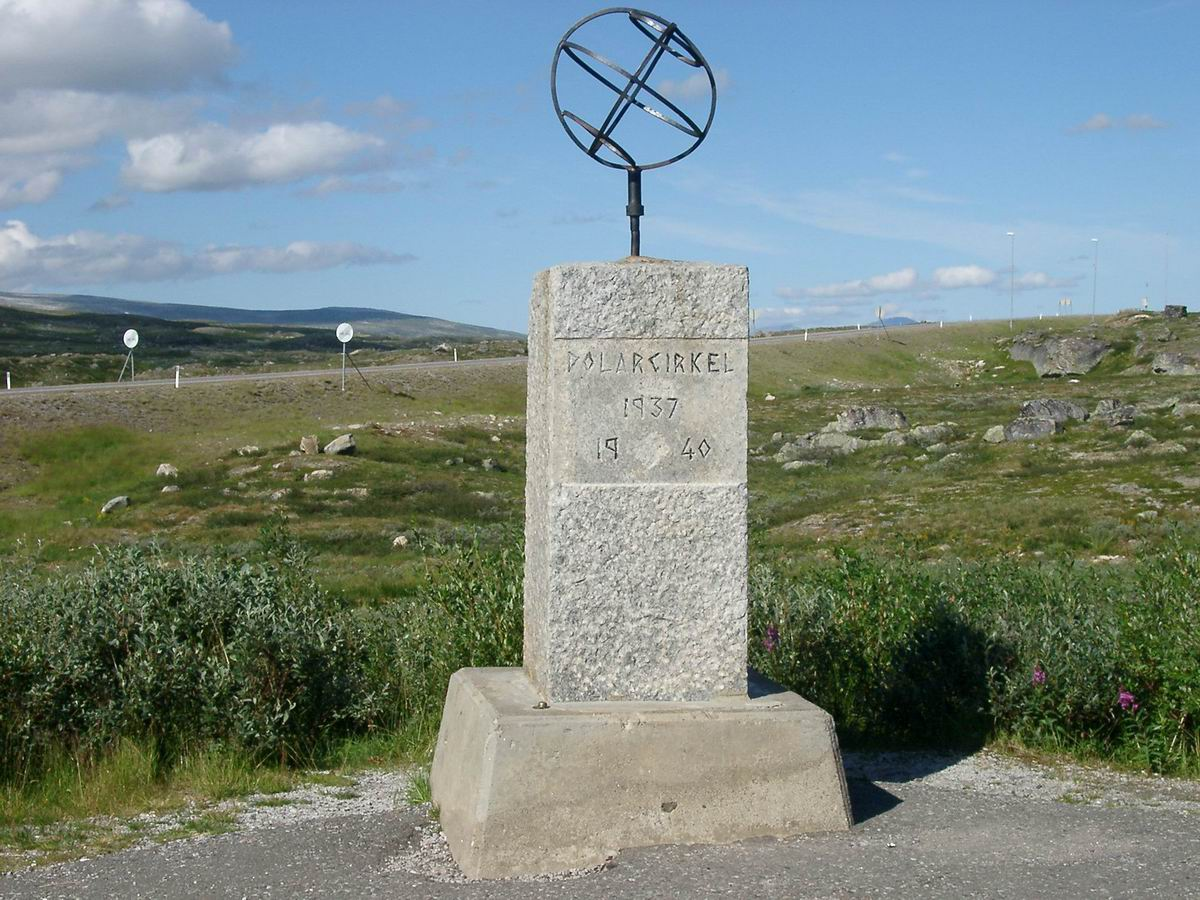
Đài tượng trưng Vòng Bắc Cực bằng đá hoa ở Saltfjellet tại Na Uy.

Vòng Bắc Cực là một trong 5 vĩ tuyến chủ yếu được thể hiện trên bản đồ Trái Đất. Đó là vĩ tuyến 66° 33′ 39″ (hoặc 66,56083°) ở phía bắc đường xích đạo. Khu vực ở phía bắc của vòng này gọi là vùng Bắc Cực và khu vực ở ngay phía nam của vòng này gọi là vùng ôn đới bắc. Vĩ tuyến tương đương ở Nam bán cầu gọi là vòng Nam Cực.
Vòng Bắc Cực đánh dấu điểm cực nam của ngày vùng cực (ngày có mặt trời suốt 24 giờ, thường gọi là mặt trời nửa đêm) và đêm vùng cực (ngày không có mặt trời suốt 24 giờ). Vùng Bắc Cực và vòng Nam Cực, nơi Mặt Trời - ít nhất mỗi năm một lần - ở trên đường chân trời suốt 24 giờ và ở dưới đường chân trời 24 giờ liên tục. Trên nguyên tắc, ở vòng Bắc Cực việc này diễn ra chính xác mỗi năm 1 lần vào ngày hạ chí trong tháng 6 và ngày đông chí trong tháng 12.
Trên thực tế, vì sự khúc xạ khí quyển và vì Mặt Trời hiện ra như một cái đĩa chứ không như một điểm, nên một phần của Mặt Trời nửa đêm trong đêm hạ chí có thể nhìn thấy ở khoảng 50 ′ (~90 km) ở phía nam của vòng Bắc Cực. Cũng vậy, vào ngày đông chí một phần Mặt Trời có thể nhìn thấy ở khoảng 50′(~90 km) tại phía bắc vòng Bắc Cực.
Vị trí của vòng Bắc Cực không cố định, mà thay đổi phức tạp theo thời gian (xem thông tin các vĩ tuyến).

## Địa lý và dân số
phía bắc vòng Bắc Cực phần lớn là Bắc Băng Dương phủ đầy băng, nhưng cũng có một số lớn đất đai nằm trong vòng này. Vòng Bắc Cực đi qua 8 quốc gia. Bắt đầu từ kinh tuyến gốc rồi tới phía đông, vòng Bắc Cực đi qua các quốc gia và vùng lãnh thổ sau:
| Quốc gia, đất hoặc biển | Ghi chú                                           |
| ----------------------- | ------------------------------------------------- |
| Bắc Băng Dương          | Biển Na Uy                                        |
| Na Uy                   |                                                   |
| Thụy Điển               |                                                   |
| Phần Lan                |                                                   |
| Nga                     |                                                   |
| Bạch Hải                | Vịnh Kandalaksha                                  |
| Nga                     | Bán đảo Kola                                      |
| Bạch Hải                |                                                   |
| Nga                     |                                                   |
| Vịnh Ob                 |                                                   |
| Nga                     |                                                   |
| Bắc Băng Dương          | Biển Chukchi                                      |
| Hoa Kỳ                  | Bán đảo Seward, Alaska                            |
| Bắc Băng Dương          | Eo biển Kotzebue                                  |
| Hoa Kỳ                  | Alaska, chạy qua Hồ Selawik                       |
| Canada                  | Yukon Lãnh thổ tây bắc, gồm cả Hồ Gấu lớn Nunavut |
| Foxe Basin              |                                                   |
| Canada                  | Đảo Baffin, Nunavut                               |
| Đại Tây Dương           | Eo biển Davis                                     |
| Greenland               |                                                   |
| Đại Tây Dương           | Eo biển Đan Mạch                                  |
| Iceland                 | Đảo Grímsey                                       |
| Bắc Băng Dương          | Biển Na Uy                                        |

Ít người sống ở phía bắc vòng Bắc Cực là vì thời tiết giá lạnh. Ba cộng đồng dân cư nhiều nhất phía trên vòng Bắc Cực là ở Nga trong đó Murmansk (dân số 325.100), Norilsk (135.000), và Vorkuta (85.000). Tromsø ở Na Uy có khoảng 62.000 dân, còn Rovaniemi ở Phần Lan nằm ngay phía nam vòng Bắc Cực có gần 58.000 người.
Gần đây, khu vực ở phía bắc vòng Bắc Cực được quốc tế chú ý tới nhiều vì sự đe dọa thời tiết toàn cầu sẽ nóng lên do việc băng tan quá nhanh. Việc tan băng ở vòng Bắc Cực cũng làm cho hành lang tây bắc, lộ trình vận tải biển ở các vĩ độ xa nhất về phía bắc trở nên dễ dàng hơn. Ngoài ra người ta cũng tin rằng dưới đáy Bắc Băng Dương có thể có các mỏ dầu đáng kể có thể khai thác được nếu lớp băng che phủ chúng tan đi. Các yếu tố đó dẫn tới việc tranh chấp quốc tế gần đây về chủ quyền hay quyền sở hữu vùng biển phía bắc vòng Bắc Cực.